# Enosburg Falls
Enosburg Falls – wieś w Stanach Zjednoczonych, w stanie Vermont, w hrabstwie Franklin.